# Claude Godard d’Aucour

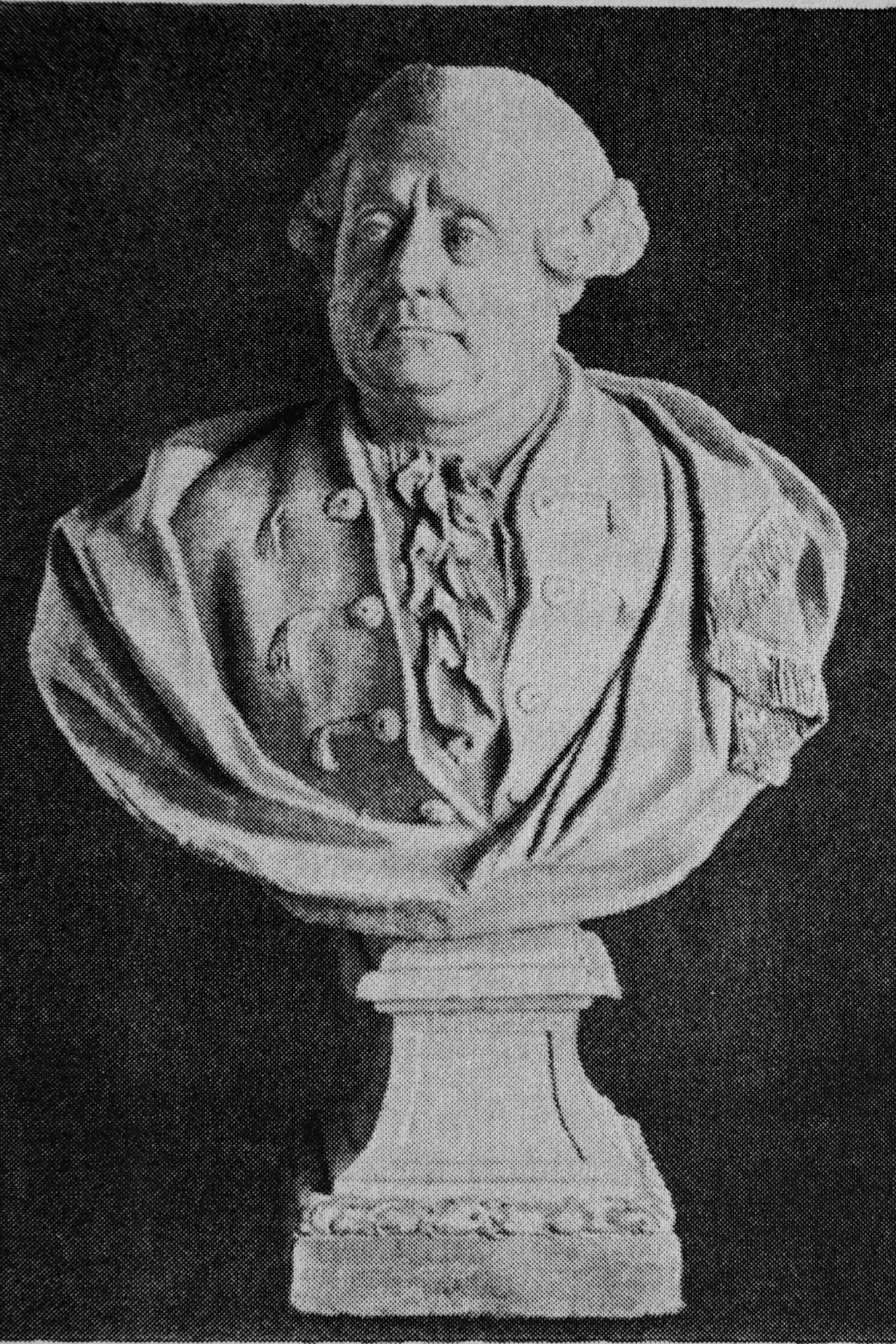
Claude Godard d‘Aucour

Claude Godard d’Aucour (* 26. Dezember 1716 in Langres; † 1. Juli 1795 in Paris) war ein französischer Schriftsteller.

## Leben und Werk
Claude Godard d’Aucour (auch: d’Aucourt) war hoher Finanzbeamter, zuletzt in Alençon. Er schrieb Theaterstücke, ist aber vor allem bekannt für den 1745 veröffentlichten höchst erfolgreichen erotischen Roman Thémidore, den Maupassant ein „reines Meisterwerk“ nannte und der nacheinander von Heinrich-August Töpfer (1758–1833), Richard Riess, Georg Goyert und Helmut Fleskamp ins Deutsche übersetzt wurde.

## Werke (Auswahl)

### Thémidore (französisch seit 1980)
- Thémidore ou Mon histoire et celle de ma maîtresse. J.-C. Lattès, Paris 1980. (Reihe: Les Classiques interdits) (Vorwort von Jacques Suffel)
  - La Bourdonnaye, Paris 2014, 2016. (Les Classiques érotiques)

### Thémidore (deutsch)
- Themidor. Meine Geschichte und die meiner Geliebten. Zeitler, Leipzig 1907. Hyperion, München 1915, 1918, 1921 (mit Illustr. von Werner Schmidt). Aretz, Dresden 1928. Melchior, Historischer Verlag, Wolfenbüttel 2007. Mit einem Geleitwort von Guy de Maupassant. (übersetzt von Heinrich-August Töpfer)
- Themidor oder Von mir und meiner kleinen Freundin. Rösl & Cie, München 1921. Bearbeiter W. M. Riegel. Desch, München 1969. (übersetzt von Richard Riess)
- Themidor oder meine Geschichte und die meiner Geliebten. Hrsg. Wolfgang Schneider. Eulenspiegel-Verlag, Berlin 1988. Aufbau-Taschenbuch-Verlag, Berlin 1996. (übersetzt von Richard Riess)
- Themidor. Meine Geschichte und die meiner Geliebten. E. Hoffmann, Heidenheim/Brenz 1951, 1957, 1965. (übersetzt von Georg Goyert)
- Themidor. Meine Geschichte und die meiner Geliebten. Lichtenberg Verlag, München 1966. 1966 Hrsg. Jochen Wilkat. Heyne, München 1967. (übersetzt von Helmut Fleskamp)